# Ināra Mūrniece
Ināra Mūrniece, née le 30 décembre 1970 à Riga, est une journaliste et femme politique lettonne, membre de l’Alliance nationale. Elle préside la Saeima de 2014 à 2022 puis est ministre de la Défense entre décembre 2022 et septembre 2023.